# Coblentz (månekrater)
Coblentz er et lille nedslagskrater på Månen. Det befinder sig på Månens bagside og er opkaldt efter den amerikanske astronom og fysiker William W. Coblentz (1873 – 1962).
Navnet blev officielt tildelt af den Internationale Astronomiske Union (IAU) i 1970. 

## Omgivelser
Coblentzkrateret ligger syd for det meget større Bolyaikrater.

## Karakteristika
Krateret har bevaret en cirkulær rand, men den er nedslidt af senere nedslag, især i den sydlige ende, hvor der er en irregulær åbning i randen. Kraterbunden er uden særlige landskabstræk bortset fra adskillige småkratere.
En højderyg løber fra den nordvestlige rand i Coblentz og slutter sig til den sydlige rand af Bolyai. Der findes adskillige pletter med mørkt materiale (lav albedo) lige syd og sydvest for Coblentz.